# Heliophanus bellus
Heliophanus bellus là một loài nhện trong họ Salticidae.
Loài này thuộc chi Heliophanus. Heliophanus bellus được Wanda Wesołowska miêu tả năm 1986.